# Alé Cipollini/Saison 2018
Dieser Artikel beschreibt die Mannschaft und die Siege des Radsportteams Alé Cipollini in der Saison 2018.

## Mannschaft
| Teamkader 2018    | Teamkader 2018     | Teamkader 2018 | Teamkader 2018                            |
| Name              | Geburtsdatum       | Land           | Vorheriges Team                           |
| ----------------- | ------------------ | -------------- | ----------------------------------------- |
| Marta Bastianelli | 30. April 1987     | Italien        | Aromitalia Vaiano (2015)                  |
| Janneke Ensing    | 21. September 1986 | Niederlande    | Parkhotel Valkenburg Continental (2016)   |
| Sofia Frometa     | 28. Januar 1999    | Italien        |                                           |
| Mayuko Hagiwara   | 16. Oktober 1986   | Japan          | Wiggle High5 (2017)                       |
| Chloe Hosking     | 1. Oktober 1990    | Australien     | Wiggle High5 (2016)                       |
| Romy Kasper       | 5. Mai 1988        | Deutschland    | Boels Dolmans (2016)                      |
| Roxane Knetemann  | 1. April 1987      | Niederlande    | FDJ-Nouvelle Aquitaine-Futuroscope (2017) |
| Soraya Paladin    | 4. Mai 1993        | Italien        | Top Girls Fassa Bortolo (2016)            |
| Ane Santesteban   | 12. Dezember 1990  | Spanien        | Inpa Sottoli Bianchi Giusfredi (2015)     |
| Martina Stefani   | 6. November 1998   | Italien        |                                           |
| Karlijn Swinkels  | 28. Oktober 1998   | Niederlande    | Parkhotel Valkenburg-Destil (2017)        |
| Anna Trevisi      | 8. Mai 1992        | Italien        | Inpa Sottoli Bianchi Giusfredi (2015)     |
| Daiva Tušlaitė    | 18. Juni 1986      | Litauen        | Inpa-Bianchi (2016)                       |
| Anisha Vekemans   | 17. August 1991    | Belgien        | Lotto Soudal Ladies (2016)                |
|                   |                    |                |                                           |
| Quelle: UCI       |                    |                |                                           |

## Siege
| Siege    | Siege                                                                 | Siege      | Siege  | Siege             | Siege |
| Datum    | Rennen                                                                | Staat      | Klasse | Siegerin          |       |
| -------- | --------------------------------------------------------------------- | ---------- | ------ | ----------------- | ----- |
| 14. Jan. | Women's Tour Down Under, 4. Etappe                                    | Australien | 2.1    | Chloe Hosking     |       |
| 27. Jan. | Cadel Evans Great Ocean Road Race                                     | Australien | 1.1    | Chloe Hosking     |       |
| 23. Feb. | Setmana Ciclista Valenciana, 2. Etappe                                | Spanien    | 2.2    | Marta Bastianelli |       |
| 27. Feb. | Le Samyn des Dames                                                    | Belgien    | 1.2    | Janneke Ensing    |       |
| 25. Mär. | Gent-Wevelgem                                                         | Belgien    | 1.WWT  | Marta Bastianelli |       |
| 2. Apr.  | Grand Prix de Dottignies                                              | Belgien    | 1.2    | Marta Bastianelli |       |
| 11. Apr. | Brabantse Pijl Women                                                  | Belgien    | 1.1    | Marta Bastianelli |       |
| 14. Apr. | Commonwealth Games – Women's road race                                | Australien | CC     | Chloe Hosking     |       |
| 6. Mai   | Trofee Maarten Wynants                                                | Belgien    | 1.1    | Marta Bastianelli |       |
| 22. Jun. | Litauische Meisterschaften, Einzelzeitfahren Frauen                   | Litauen    | CN     | Daiva Tušlaitė    |       |
| 22. Jul. | Baloise Ladies Tour, 3. Etappe                                        | Belgien    | 2.1    | Marta Bastianelli |       |
| 8. Sep.  | Giro della Toscana Femminile – Memorial Michela Fanini, 1. Etappe     | Italien    | 2.2    | Marta Bastianelli |       |
| 9. Sep.  | Giro della Toscana Femminile – Memorial Michela Fanini, 2. Etappe     | Italien    | 2.2    | Soraya Paladin    |       |
| 9. Sep.  | Giro della Toscana Femminile – Memorial Michela Fanini, Gesamtwertung | Italien    | 2.2    | Soraya Paladin    |       |